# Codice internazionale per la sicurezza delle navi e degli impianti portuali
Il Codice internazionale per la sicurezza delle navi e degli impianti portuali (anche detto codice ISPS: International Ship and Port Facility Security, diviso in due parti, A e B), è un regolamento dell’Unione Europea che è stato adottato il 12 dicembre 2002 con la risoluzione 2 della Conferenza dei governi contraenti della Convenzione internazionale per la salvaguardia della vita umana in mare (SOLAS) del 1974.

## Corsi
Elenco dei corsi relativi al codice ISPS:
- SSO - Ufficiale di sicurezza della nave (Ship security officer)
- CSO - Agente di sicurezza della società (Company security officer)
- PFSO - Agente di sicurezza dell'impianto portuale (Port facility security officer)
- Security Awareness obbligatorio per tutto il personale imbarcato in quanto uno dei corsi obbligatori (Basic Training)[2]
- Security Duty obbligatorio per tutto il personale di bordo che svolge attività di security

### Riferimenti normativi italiani
- Decreto-legge 6 novembre 2007, n. 203, in materia di "Attuazione della direttiva 2005/65/CE relativa al miglioramento della sicurezza nei porti."
- Circolare n. 20 del 6 dicembre 2007[collegamento interrotto] emanata dal Comando generale delle Capitanerie di porto.
- Decreto dirigenziale n. 999 del 1º ottobre 2009, su gazzettaufficiale.it.

### Testi
- Vincenzo Laruffa. Prospettive della sicurezza in ambito marittimo: infrastrutture critiche e dimensione marittima della security, Ricerca Centro militare di studi strategici, 2009.